# Kondratjevcykel
Kondratjevcykler är ett omtvistat hypotetiskt fenomen i det globala kapitalistiska systemet. Namnet kommer från Nikolaj Kondratjev (tidigare även stavat Kondratieff), som var den förste att beskriva detta fenomen.
Kondratjevcykeln beskriver en uppåtgående tillväxtkurva (A-fas) följt av nedåtgående (B-fas), cykeln som helhet har en längd på mellan 45 och 60 år, och fenomenet är enligt Marxistisk ekonomisk teori inbyggt i det kapitalistiska systemet. Vissa delar upp cykeln i fyra faser efter årstiderna. Till skillnad från kortare cykler, som Kitchin (2–3 år) och Juglar (6-10 år), har Kondratiev inte blivit allmänt accepterat. Det finns inte heller en konsensus när dessa vändpunkter i världsekonomin skulle ha inträffat.